# TV3
TV3 és una cadena de televisió pública de Catalunya, que pertany a la Corporació Catalana de Mitjans Audiovisuals (CCMA). La corporació gestiona la cadena a través de l'empresa Televisió de Catalunya (TVC), que també s'encarrega de la resta de cadenes públiques catalanes.
La seva primera emissió va tenir lloc el 10 de setembre de 1983, tot i que no va tenir programació regular fins al 16 de gener de 1984. Des d'aleshores ha comptat amb una programació generalista per a tots els públics, que s'ha caracteritzat per una aposta per la producció pròpia i el desenvolupament de la cultura i llengua catalanes. Actualment, TV3 és la cadena més vista de Catalunya, liderant l'audiència sis anys consecutius, des del 1997 fins al 2003, i ininterrompudament des del 2009.
Pel que fa a la cobertura de TV3, no està delimitada exclusivament a Catalunya, sinó que s'estén a la majoria de la resta de territoris de parla catalana: el Principat d'Andorra, les illes Balears, Catalunya Nord i la Franja de Ponent. El govern espanyol impedeix la reciprocitat amb el País Valencià.

## Història

### Context
A Catalunya, durant la dècada dels 80, hi havia diverses institucions conegudes com a estructures d'estat. A més dels mossos d'esquadra, organitzats com a policia moderna, també ho eren Catalunya Ràdio i TV3, els mitjans de comunicació públics de la Generalitat. A dia d'avui, és indubtable que es poden considerar veritables «obres de govern». Van ser aixecades del no-res amb un clar objectiu: esdevenir cabdals per als ciutadans a l'hora d'informar-se o entretenir-se, tot plegat sense deixar enrere una clara voluntat per a impulsar l'ús de la llengua catalana.
En aquell temps, tothom va treballar de valent i apassionadament per fer realitat aquesta cadena de televisió, que havia de suposar un canvi en el món audiovisual.
Ara bé, convé esmentar un manifest previ aprovat a la ciutat de Figueres el 30 d'octubre de 1977, on s’estipulaven els preceptes que havia de seguir la nova televisió.
| «                                                                                       | La televisió catalana ha de tenir un caràcter d'organisme públic i autònom, dependent del Parlament de Catalunya, regida de forma independent sota la responsabilitat d'un consell social que ha de reflectir la diversitat ideològica, cultural i social del país. S’ha de desenvolupar sota un règim de monopoli públic per tal d'evitar l'hegemonia de grups i famílies polítics i financers que facin d'aquest mitjà un instrument al servei dels seus interessos. El règim de monopoli ha d'assegurar el lliure accés a la comunicació de tots els ciutadans. La llengua emprada serà el català. | » |
| — Fragment original del manifest aprovat a Figueres, Llibre La nostra, vint anys de TV3 | |   |

A més, es va establir que la gestió econòmica i de la programació estarien supervisades pel Parlament i que TV3 havia d'assolir un pluralisme en diferents àmbits. Finalment, es refusava la creació d'una televisió privada. Es volia una cadena pública regida per un organisme autònom de dret públic, amb un consell d'administració i una direcció general. També s'escau ressaltar que estaria finançada a través de dos elements essencials: la publicitat i els diners atorgats pels pressupostos de la Generalitat.
L'empresa CAST, liderada per Jaume Ferrús, ja havia anat preparant el projecte de televisió, amb continguts similars als de TVE, però l'assumpte va canviar de mans i va entrar en escena Alfons Quintà, qui va ser nomenat director general del projecte del Tercer Canal.
Paral·lelament, el Consell Executiu de la Generalitat va aprovar el projecte de llei de creació de l'ens públic de la CCRTV i de la regulació dels serveis de radiodifusió i televisió de la Generalitat el 29 de setembre de 1982. El govern de la Generalitat va sol·licitar l'autorització per a que es pogués crear un canal de televisió, però la llei no va tramitar-se en aquella legislatura perquè el 28 d'octubre de 1982 Calvo Sotelo va dissoldre les Corts i convocà unes noves eleccions. Adolfo Suárez havia dimitit i el seu partit, la UCD, no estava en un bon moment.
D’altra banda, el director de RTVE José M. Calviño va «recomanar» que la nova televisió catalana es concebés com a «antropològica», dedicant-se únicament a les notícies d'abast autonòmic. TVE, com que disposava de més bagatge, ja parlaria de temes nacionals, procurant deixar TV3 en un segon pla.
Tanmateix, Jaume Ferrús i Alfons Quintà van defensar amb convicció que la CCRTV havia de tenir instal·lada una xarxa pròpia d'enllaços, fet que facilitaria la seva autonomia ja que si es disposava d'aquesta eina no caldria dependre de l'estatal, en mans de TVE. Aquesta decisió va ser clau perquè Televisió de Catalunya no fos residual.
El mes de gener de 1983 les capacitats tècniques havien millorat i el conjunt de repetidors s’estenia per tota Catalunya. Evidentment, va comportar un augment de l'audiència, que va sentir TV3 com a una televisió més propera.
No obstant, fins aleshores només hi havia sintonitzats dos canals als televisors: el «primer» i el «segon». Així, la creació d'un tercer canal havia d'acabar amb el monopoli televisiu present en aquell moment. Televisió Espanyola concentrava l'audiència de l'època, però el panorama comunicatiu català va canviar gràcies a la feina d'un petit grup de professionals, que havia començat a dissenyar el que seria la televisió de Catalunya.

En aquell temps, el català ja es podia sentir a través de Ràdio 4 i pel circuit català de Televisió Espanyola. Però TV3 seria el primer mitjà audiovisual amb la programació íntegrament en català, que va arrencar, de forma experimental, el 10 de setembre de 1983.
Televisió de Catalunya tractava d'oferir una alternativa al monopoli que havia ostentat durant gairebé trenta anys TVE, a més de dur a terme un procés de normalització lingüística, convertint-se en una eina importantíssima per a la comunicació de la societat en català. Amb relació a TV3 el periodista Salvador Alsius, afirma el següent:
| «                                                   | Tenia unes característiques irrepetibles que eren fruit de les circumstàncies polítiques, culturals, socials, lingüístiques i tecnològiques de l'època. | » |
| — Salvador Alsius, Llibre Com TV3 no hi ha(via) res | |   |

Mentrestant, a TVE es podien seguir veient els telediarios, diverses pel·lícules, sèries, obres de teatre o concursos mentre que l'UHF –nomenclatura popular el segon canal– la programació es completava amb cinema d'art i assaig o documentals sobre el món animal. Ambdós pertanyien a l'ens públic Radiotelevisión Espanyola, la corporació que incloïa els mitjans públics estatals.
D’altra banda, Televisió Espanyola després d'haver ocupat durant més de vint anys els estudis de Miramar, es va traslladar a Sant Cugat del Vallès el juny de 1983.
El 27 de juliol de 1983, les Corts Generals havien rebut la proposta del Parlament de Catalunya per l'aprovació de la llei dels tercers canals, fet que legalitzaria l'existència de TV3. Tot i majoria absoluta del PSOE al Congrés, el projecte no va ser aprovat a primera instància. Els retards van ser considerables i TV3 estava immersa en una situació d'incomoditat legal.
El Congrés dels Diputats no va aprovar la llei reguladora del tercer canal fins al 26 de desembre de 1983, publicada al BOE dues setmanes més tard, de manera que els únics aspectes que seguirien depenent de TVE serien la xarxa d'enllaços i els repetidors. La resta d'afers passarien a ser de titularitat autonòmica. Baget i Herms manifesta que:
| «                                                               | La llei autoritzava al govern a prendre les mesures necessàries per a la posada en marxa d'un tercer canal, la titularitat del qual correspondria a l'Estat, per atorgar-lo en règim de concessió a les comunitats autònomes que ho demanessin. | » |
| — Josep Maria Baget i Herms, Llibre La nostra, vint anys de TV3 | |   |

Més endavant, el 14 d'abril de 1988 l'aprovació de la llei de la televisió privada suposava el naixement de tres canals privats amb seu a Madrid i d'abast estatal: Antena 3, Telecinco i Canal+, que van iniciar les emissions al llarg de 1990. Malgrat que la irrupció de les cadenes privades va tenir lloc en un període de gran expansió de les televisions autonòmiques, les cadenes ja existents com Canal Sur, TM3 – Tele Madrid i el Canal 9 al País Valencià, a més de TV3 o Euskal Telebista van trobar una solució per incrementar la seva visibilitat.
Totes les cadenes autonòmiques del moment van aplegar-se a la FORTA, la Federación d'Organizaciones de Radio y Televisión Autonómica, constituïda el 5 d'abril de 1989 de forma oficial. Aquesta institució buscava unificar els esforços i optimitzar els recursos, així com adquirir sèries i pel·lícules d'altres països.

### Expectatives generades
Contràriament a les voluntats de Calviño, l'emissió inaugural de TV3 va generar, en la majoria de casos, una expectació notable entre la població, que frisava per veure una nova proposta audiovisual i de garanties que ampliés la oferta televisiva del moment. També convé ressaltar l'esperança dels espectadors per la creació d'un canal que s’expressés i pensés en la llengua catalana. Però no tothom va tenir l'oportunitat de veure-la ja que els repetidors no abastaven la grandiositat del territori. Només es podia gaudir de TV3 a l'àrea metropolitana de Barcelona, que és on ja s’hi havien instal·lat els repetidors. I es va haver de recalcar que aquella programació era de caràcter experimental, que la regularitat arribaria amb l'entrada d'any.
En l'altra cara de la moneda s’hi situen els impediments lingüístics d'una part de la població i les incògnites sobre la influència política que podria arribar a tenir. Alguns sectors vaticinaven que TV3 seria un televisió folklòrica, amb sardanes i tradicions populars. Tal com demostra Alsius, l'enfocament no era del tot precís:
| «                                                   | TV3 es presentava com una televisió moderna alhora que oferia productes que podien atreure l'atenció de sectors molt amplis de públic. | » |
| — Salvador Alsius, Llibre Com TV3 no hi ha(via) res | |   |

A mesura que passava el temps, l'expectació per a la creació de la nova televisió catalana anava en augment. El dia de la inauguració, fins i tot, es van instal·lar pantalles gegants al carrer per a que aquells qui no disposaven dels mitjans suficients per a seguir-la. Aproximadament, uns quatre milions d'espectadors van tenir la possibilitat d'accedir a la primera emissió de TV3, és a dir, gairebé un 70% de la població catalana. Davant l'eufòria generada per la posada en marxa d'aquest nou canal, la CCRTV va haver de recalcar que aquella programació era de caràcter esporàdic. Baget i Herms assenyala que:
| «                                                               | L’expectació ciutadana a les comarques abraçades per la xarxa d'enllaços de TV3 va ser extraordinària i es va reflectir en les nombroses planes d'informació que els diaris van dedicar a l'esdeveniment. | » |
| — Josep Maria Baget i Herms, Llibre La nostra, vint anys de TV3 | |   |

A més, TV3 i els seus treballadors notaven el feedback de l'audiència a través de cartes que arribaven sovint a dependències de la televisió. En aquests escrits hi havia elogis per la tasca realitzada a diari, recriminacions de diversa procedència, però també noves propostes que suggeria la gent per a satisfer els desitjos personals.
L'exdirector de TV3 Francesc Escribano exposa el següent:
| «                    | El naixement de TV3 va anar acompanyat d'un gran seguiment i suport popular. Per als catalans, poder veure el Barça, informar-se de les notícies i del temps en català i escoltar a Dallas a JR com li deia a Sue Ellen “Ets un pendó” va ser una autèntica revelació. TV3 naixia no com una televisió alternativa i complementària sinó com una televisió nacional amb vocació de liderar l'oferta televisiva a Catalunya. | » |
| — Francesc Escribano | |   |

Al seu torn, el periodista Josep Maria Baget i Herms defensa que:
| «                                                               | TV3 va néixer amb la voluntat de competir sense complexos amb la primera cadena de TVE, i no pas amb la segona, i aconseguir els seus objectius de normalització lingüística arribant a uns amplis sectors de públic. | » |
| — Josep Maria Baget i Herms, Llibre La nostra, vint anys de TV3 | |   |

Així mateix, a diferència dels presentadors dels telediarios, que solien llegir les notícies, a TV3 es cercava un aire de modernitat, d'una banda amb els últims recursos tecnològics i, de l'altra, l'agilitat dels telenotícies, fent-los més amens per als espectadors.

### Foment de la llengua catalana
Presumiblement, TV3 havia de convertir-se en una eina pensada per contribuir a la normalització de la llengua catalana. En la nova televisió pública catalana, l'ús del català havia de ser un factor clau. Aquesta condició no excloïa, però, el fet de crear uns continguts de qualitat, comparables als d'una televisió nacional. Salvador Alsius exposa el següent:
| «                                                   | La idea que TV3 naixia per ser un instrument bàsic en la normalització del català va ser recurrent en els discursos que es van poder escoltar en la seva presentació. A aquest aspecte van al·ludir moltes de les salutacions que hi va haver en el programa inaugural. | » |
| — Salvador Alsius, Llibre Com TV3 no hi ha(via) res | |   |

En aquest sentit, tothom havia de poder veure TV3 i la llengua no podia ser un impediment al respecte. Havia de ser propera als espectadors i no gaire allunyada de l'ús comú per part de la població; calia que la gent s’hi sentís identificada.
I un últim tema de debat pel que fa a la llengua són les variants dialectals del català. Es va decidir que en informatius i la locució de cadena cadascú parlaria amb la seva pròpia fonètica, però en doblatges i continguts de ficció generalment s’utilitzaria la varietat estàndard, per evitar connotacions.
Possiblement, sense els mitjans de comunicació catalans el procés de normalització lingüística hauria estat molt més complex i durador. Però, a la vegada, va tractar-se d'un procés eminentment eficaç. La quotidianitat del català va ser un punt clau per acostumar la gent a parlar-lo i, sens dubte, fou un dels grans reptes de TV3 en els seus inicis.
En aquest sentit, es va iniciar un procés de catalanització a diferents institucions: l'administració de la Generalitat, l'escola –amb el procés d'immersió– i els mitjans de comunicació propis. Per tant, per tal de millorar l'estat del català es van promoure accions tan curioses com la campanya de la Norma, una nena que recordava que «el català és cosa de tots». El dibuix era obra de Lluís Juste de Nin i els textos estaven elaborats pel Tísner.

### Influències franceses i nord-americanes
Abans de començar les emissions regulars, un grup de periodistes de Televisió de Catalunya van fer un viatge a París per a visitar la televisió pública francesa, TF1. L'objectiu era conèixer de fons el funcionament d'un telenotícies i el millor aprenentatge possible va ser presenciar in situ «le téléjournal» del migdia, presentat per l'insigne Yves Mourousi. La sorpresa va ser que, deu minuts abans de començar l'informatiu, va arribar a la régie «chef d'édition» cridant “Tout change, tout change!”, de manera que va caldre canviar l'escaleta del programa.
S’havia mort el filòsof Raymond Aron, un dels intel·lectuals del país. Aquest fet era rellevant i, com que era d'obligada exposició, van haver de modificar-ho tot en qüestió de minuts, allò que se’n diu in extremis. Poc temps més tard, va passar quelcom similar a la redacció de TV3 en conèixer la defunció de Joan Miró, quan tothom va veure’s forçat a treballar a corre cuita.
Segons relata Salvador Alsius en el seu llibre: 
| «                                                | Aquella estada, certament, ens va ajudar a entendre com ens havíem d'organitzar i ens va brindar moltes idees que després adaptaríem a la situació concreta i a la manera de treballar que ja s'havia començat a fomentar a Numància. | » |
| — Salvador Alsius, Llibre Com TV3 hi ha(via) res | |   |

Amb tot, el realitzador Antoni Janés i el periodista Salvador Alsius varen viatjar als Estats Units per a experimentar de primera mà el funcionament intern de les principals cadenes de televisió: la CBS, la NBC i l'ABC, a més d'alguna televisió local. Alsius admet que va ser “un exercici d'immersió immillorable”, ja que els va donar la possibilitat de veure la informatització de les redaccions i totes les novetats tecnològiques que, uns anys després, arribarien a TV3.
I, a causa de l'emmirallament amb el «model americà», es va assumir que la parella de conductors de l'informatiu la formarien un home i una dona. Per exemple per l'edició del migdia, Salvador Alsius ja tenia el seu lloc com a presentador ara bé, li faltava una acompanyant que s'havia de trobar el més aviat possible. Així doncs, es va engegar un procés de càsting per a trobar-la, però no se’n fa fer gaire ressò ja que s’hi hauria pogut presentar un nombre excessiu de persones, de manera que la notícia únicament va arribar a emissores de ràdio i estudiants de periodisme. Els germans nord-americans Edward Hanna i Lee Hanna, uns experts en l'àmbit televisiu, van exercir un paper decisiu a l'hora de triar la persona seleccionada per copresentar els telenotícies. Quan va arribar el torn de Mònica Huguet, els dos varen pronunciar «She is perfect», evidenciant que havia d'esdevenir companya d'Alsius en la conducció dels informatius.

### Adversitats i obstacles a superar
Prèviament al setembre de 1983, la incertesa per a poder posar en marxa TV3 havia estat present ja que els obstacles eren diversos i les traves, constants però, aquesta sensació va perdurar després de l'arrencada de la nova televisió. La rivalitat de RTVE i TV3 va poder-se palesar en diferents ocasions.
Arran de l'èxit d'audiència de TV3 en determinades franges horàries concretes, TVE va posar-hi entrebancs. Un exemple d'aquesta praxi va ser la disponibilitat de les imatges del partit que va jugar el Barça contra el Manchester United FC. TV3 tenia els drets de forma exclusiva, però després de rebre la negativa de TVE per a l'ús de la xarxa, es va oferir per emetre conjuntament. No obstant, la proposta va ser rebutjada i quedà evidenciada l'absència de col·laboració entre ambdós canals, deixant constància que la tinença d'imatges solia ser motiu de discrepàncies.
Un altre obstacle que va haver de superar TV3 –o, més ben dit, aprendre a conviure-hi en els primers mesos– va ser la disponibilitat i la distribució de les imatges. D’una banda, calia arribar a tots els pobles de Catalunya i, de l'altra, l'arribada des de Madrid d'imatges dels esdeveniments importants era una tota una incògnita. La xarxa de repetidors estava dominada per TVE i, en conseqüència, es van haver de buscar unes alternatives d'allò més imaginatives per transportar des de Madrid fins a Catalunya les imatges. Sovint era habitual recórrer a la bona voluntat dels usuaris del pont aeri, encarregats de dur les cintes a Barcelona, on els esperaven uns motoristes que les feien arribar als estudis del carrer Numància. Els gestors de l'administració central defensaven que oferien un ús compartit de les imatges, però la desconfiança catalana va incrementar tant que convenia crear un xarxa pròpia per a la distribució del senyal.
Pel que fa a les imatges internacionals, també és primordial parlar de Montserrat Besses, periodista que Alfons Quintà havia fitxat com a corresponsal a París. I, per si no fos suficient, gràcies a la seva tasca professional, TV3 va comptar amb imatges d'arreu del món. Les estretes relacions amb l'INA i TF1 eren una realitat i la que es mantenia amb la televisió francesa, a més, servir per a que Montserrat Besses s’hi infiltrés i obtingués les imatges. Els socis membres de Unió Europea de Radiotelevisió –adscripció negada a TV3– disposaven d'una gran quantitat d'imatges mitjançant els intercanvis produïts entre les components del grup. La Montserrat Besses se situava darrere del delegat francès i, si hi havia quelcom que li interessava per a TV3, donava un copet a la esquena del seu company per a que ho sol·licités.
Així doncs, per tal de millorar la possessió d'imatges, Televisió de Catalunya va arribar a un acord amb la societat estatal TDF (Teledistribution de France) per a obtenir les imatges al centre emissor de Perpinyà. A més, un acord amb Telefónica –que proporcionaria el senyals televisius transmesos des de París– va permetre que es rebessin les imatges en dues tandes: a la una del migdia i a les sis de la tarda. Una vegada fet el muntatge adient, la idea era poder-les utilitzar com a suport visual en els telenotícies. Altra vegada, les imatges arribarien a TV3 gràcies als trajectes en moto o en cotxe realitzats, en aquest cas, des de la Catalunya Nord fins a la seu del carrer Numància. D'aquesta es resolia el problema de les imatges internacionals, però quedava ajornat sine die el moment per a obtenir d'una manera més convencional les que procedien de qualsevol ciutat espanyola.

Finalment, Pilar Miró, que havia liderat les campanyes electorals de Felipe González pel que fa als mitjans audiovisuals, va ser vital per a l'assossec entre TV3 i TVE. La nova directora de RTVE va tenir un paper ben diferenciat de Calviño i va ajudar a calmar les aigües. La relació entre ambdues cadenes va millorar i l'acord va ser bo per a les dues. TVE rebria material sobre notícies generals o esportives i TV3 podria utilitzar la xarxa internacional sense cap restricció i també disposar de notícies que arribarien a través del grup Eurovision News. 

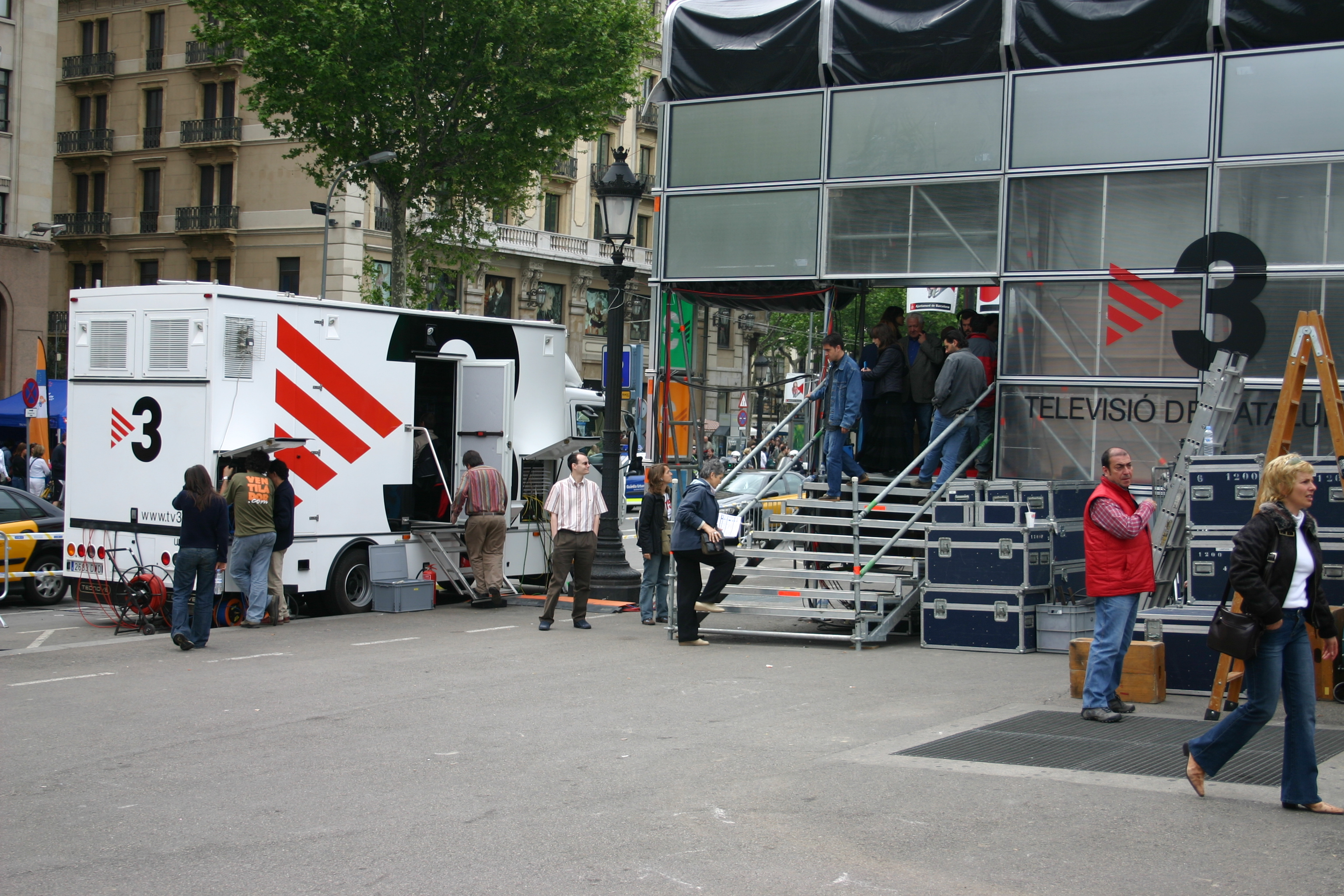
Unitat mòbil de TV3 durant la Diada de Sant Jordi de 2006.

### Els primers anys
El dia 23 d'abril del 1983, diada de Sant Jordi, es va instal·lar la primera pedra de la seu de la futura televisió catalana, i la Generalitat de Catalunya va decidir realitzar una emissió de caràcter experimental que, sota el nom Televisió Catalana només es va poder veure al barri de l'Eixample de Barcelona. A la pantalla, acompanyada d'un fons de la cançó Qualsevol dia pot sortir el sol, de Jaume Sisa i Mestres, s'hi podia llegir la frase La Televisió Catalana al servei de tots els ciutadans de Catalunya. Generalitat de Catalunya. Departament de Presidència. Sant Jordi 1983.

#### Inauguració i emissions en proves
Ara bé, les emissions de TV3 van començar de manera experimental el 10 de setembre de 1983 en un local del carrer Numància, i de manera regular el 16 de gener de 1984, moment en què també va començar a emetre els Telenotícies. Aquestes van ser de caràcter alegal, ja que no hi havia cap normativa que regulés les televisions. TV3 va haver de lluitar des del seu naixement amb l'hostilitat centralista per diversos aspectes com l'entrada a la Unió Europea de Radiodifusió (UER) o per adquirir maquinària. La intenció de la Generalitat de Catalunya era la de bastir una televisió homologable amb les estatals, encara que pel govern espanyol no era una prioritat ni pensava en una televisió competitiva.
El primer programa va comptar amb Àngels Moll i Joan Pera com a presentadors i l'emissió es va allargar fins a la matinada. Les mítiques paraules pronunciades per Joan Pera varen suposar la presentació a la audiència d'una nova cadena que havia de causar un impacte social i cultural. El seu discurs inaugural s'adjunta a continuació:
| «                                      | Senyores i senyors, bona tarda. Amics, avui 10 de setembre del 1983 us saludem per primera vegada des de TV3, Televisió de Catalunya. Molts de vosaltres ja sabeu que avui oferirem un programa especial, una mena de pròleg de la programació definitiva i diària que procurarem posar en marxa el més aviat possible. La d'avui és una missió que neix amb la humilitat del que comença. Arribem fins a vosaltres amb la il·lusió que podreu notar l'esforç que comporta aquest primer contacte, amb tots els errors i encerts. | » |
| — Joan Pera, Programa inaugural de TV3 | |   |

Aquest moment històric i tan significatiu va ser seguit per milers de persones. Tot plegat, anava precedit d'una careta amb el logotip característic –ideat per Ogilvy & Mather– i acompanyat per la recordada sintonia de Jordi Doncos. En definitiva, la pretensió bàsica era transmetre una imatge de professionalitat als teleespectadors, demostrant que TV3 naixia com una televisió competent. Aquesta reputació es va aconseguir a través del llenguatge, el to, la decoració i l'estètica que es va emprar, elements que varen ajudar a transmetre un bon efecte a la població. Per tant, des d'un primer moment ja es va percebre que era i seria un mitjà de comunicació solvent.
Jordi Pujol va fer les següents declaracions amb relació a la posada en marxa d'una nova televisió catalana:
| «                                               | És un fet molt positiu perquè Catalunya té el dret, per la seva llengua, per la seva cultura, per la seva tradició política, per la seva voluntat de ser poble, de tenir tot el que tot poble normal ha de tenir: uns mitjans de comunicació propis. | » |
| — Jordi Pujol, Llibre Com TV3 no hi ha(via) res | |   |

Ja en la primera emissió de caràcter oficial, TV3 va mostrar dos dels seus asos en la programació: els partits del Futbol Club Barcelona i Dallas. Pel que fa a la sèrie nord-americana convé detallar que narrava les aventures i el dia a dia dels poderosos Ewing i explicava, al mateix temps, la història d'una família benestant i multimilionària que estava al capdavant d'una empresa petrolera situada a l'estat de Texas. Respecte al Barça, val a dir que es tractava d'un encert assegurat ja que entusiasmava gent de diverses classes socials i cultures. Es pretenia traslladar a la pantalla el sentiment d'unió present al camp a la pantalla i que espectadors d'indrets variats del país veiessin els partits de futbol en català, ja fossin catalanoparlants o castellanoparlants, desenvolupant així un procés d'integració lingüística mitjançant un esport de públic ampli. A més, durant els instants previs al matx, TV3 ja va mostrar quin era l'ambient del Camp Nou en la qual va ser la primera connexió en directe on, fins i tot, va participar Diego Armando Maradona.
La programació d'aquell dia va durar unes deu hores i també va comptar amb l'emissió de la pel·lícula de Jacques Tati Trànsit, un reportatge dels locals d'oci de Barcelona i el film Alba zulú, doblat al català. Tot plegat, es va completar amb actuacions musicals de l'Orquestra Plateria, Ovidi Montllor, Marina Rossell, Ramon Muntaner, etc.
En canvi, els informatius van tenir, momentàniament, poc pes en una graella on hi va haver diverses intervencions en directe a fi de saludar els espectadors. El rang de personalitats que varen dirigir-se als espectadors va contenir polítics (el president Jordi Pujol, l'alcalde de Barcelona Pasqual Maragall i Heribert Barrera, president del Parlament de Catalunya), artistes (Mary Santpere, Els Comediants), gent de l'àmbit cultural (Pere Calders, Gabriel Ferrater), esportistes i treballadors d'altres televisions del món.
L'actor Joan Pera, encarregat de pronunciar les primeres paraules de la cadena, recorda com va ser el primer dia:
| «           | Teníem una gran part de la societat espanyola en contra i no sabíem si realment acabaríem sortint en antena. Vam tirar endavant amb tossuderia, i amb la sensació que en aquells moments engegàvem alguna cosa que era imparable | » |
| — Joan Pera | |   |

Al seu torn, sobre la primera emissió Baget i Herms comenta el següent:
| «                                                   | La primera programació només era de catorze hores setmanals, des de les vuit del vespre fins a les onze de la nit de dissabte a dimarts, mentre que de dimecres a divendres les emissions es tancaven cap a les deu de la nit. | » |
| — Baget i Herms, Llibre La nostra, vint anys de TV3 | |   |

Amb la posada en marxa de TV3, va quedar demostrat que el govern català havia complert la promesa de crear, en el marc de la primera legislatura, una televisió nacional catalana que, més endavant, es van anar oferint les anomenades emissions en proves.
La segona d'elles va arribar el 20 de novembre de 1983 i ja va comptar amb la presencia d'un breu, però meritori primer telenotícies, preparat fonamentalment durant els dies anteriors. Aquest va ser presentat per Jaume Barberà i no va poder oferir notícies recents però, malgrat tot, va servir per donar a conèixer l'estil que seguirien els Telenotícies. A més, va ser la data en què es va presentar el famós eslògan que va acompanyar la cadena durant els primers anys de TV3. El seu creador va ser l'Humberto Compagnucci, un argentí conegut amb el sobrenom Beto, que se li va acudir d'una manera ben peculiar. Mentre estava a casa seva mirant una pel·lícula a la televisió, va rebre una trucada d'en Quintà sol·licitant un eslògan. L'Humberto, que era un home tranquil, no es va atabalar i, en penjar el telèfon, va continuar mirant el film. A la següent escena un personatge va dir «Sabía que vendrías». I aquest va ser el lema escollit, que va estar present a tot arreu.
Tot i que la segona emissió incloïa continguts més variats, no va ser tan llarga com la primera. Es van mostrar diverses actuacions i disciplines artístiques: Pep Bou fent bombolles de sabó, la sèrie de dibuixos animats Pac-Man, el segon capítol de Dallas, una mostra del recordat Glups! de Dagoll Dagom, cançons de Melodrama i El Fary, un reportatge sobre els pintors d'Olot i un petit concert d'en Sisa. També va haver-hi unes cròniques sobre les inundacions dels dies anteriors a la Península. Les imatges havien estat gravades al Baix Llobregat, al Barcelonès i al Vallès Occidental pels reporters de TV3 però n’hi havia unes que havien estat cedides per una dona de l'Hospitalet de Llobregat. Aquesta col·laboració mostrava les ganes de participar dels teleespectadors en el projecte televisiu, ajudant en el qual fos possible. Aquest fet és vigent en l'actualitat ja que encara hi ha persones que envien les seves fotografies per a que es mostrin en la secció d'El Temps. A més, també relatava quines eren les conseqüències dels aiguats a Andalusia. Va ser en aquest moment quan es va estrenar la corresponsalia de TV3 a Sevilla, fenomen que mostrava una clara intenció d'arribar a un públic ben heterogeni.
I no podia el faltar el partit del Barça i la pel·lícula de producció catalana per arrodonir el dia. La cinta triada per a cloure la programació va ser La ciutat cremada, una film històric que exposava els fets succeïts entre 1899 i 1909.
La tercera emissió va arribar el 14 de desembre de 1983 i, evidentment, coincidia amb un partit del Barça, aquesta vegada més transcendent. Al camp de Sarrià s’hi jugava un partit molt esperat pels amants del futbol: el derbi barceloní. Aquella jornada tocava Espanyol – Barça i era un ocasió ideal per a acontentar ambdues aficions.
Enric Calpena va obrir l'emissió d'aquella tarda per a comunicar que hi hauria dues cites més amb l'audiència abans d'acabar l'any. Serien el dia de Sant Esteve i la nit de Cap d'Any. No es coneixia amb exactitud quan començaria a funcionar de forma regular, però sí que es va poder desvelar que la intenció era emetre catorze setmanals i passar, més endavant, a les dotze hores diàries. En aquells moments semblava quelcom quimèric. També es van passar altres continguts: la sèrie de dibuixos animats Munch Bunch, uns breus informatius presentats per Maria Gorgues –que van contenir una connexió amb Eduard Boet des de Sarrià per a palesar l'ambient que hi havia abans del matx– i la pel·lícula Tony Arzeneta.
La quarta emissió es va produir el 26 de desembre i el moment àlgid va ser la transmissió en directe del recital que el tenor Josep Carreras i el pianista Vicenzo Scalera van oferir al Liceu. També va tenir presència Francesc Macià, a través d'un documental sobre la seva vida, i les notícies més destacades de l'any que es deixava enrere. Així doncs, els Serveis Informatius varen tenir unes setmanes anteriors atrafegades. Els membres del Departament de Documentació –dotat de bons recursos tècnics– també anaven de bòlit per a recopilar el màxim d'imatges possible que es va accentuar amb la defunció del pintor Joan Miró el dia anterior. Tothom es va posar en marxa per a preparar el material necessari i explicar la notícia als espectadors. En menys de 24 hores, fruit d'un intens treball, es va enllestir un especial d'uns quinze minuts amb imatges de Mallorca –on havia residit l'ultima etapa de la seva vida–, una enquesta a peu de carrer i vídeos de la Fundació Joan Miró. Així doncs, va suposar el primer gran esforç informatiu per a tots els que hi van participar.
Finalment, l'ultima aposta de TV3 per a donar-se a conèixer van ser les campanades de la nit del 31 de desembre. La intenció era ben clara: fer un programa en una data tan assenyalada era una contraprogramació evident. Àngel Casas va ser-ne el director i, a la vegada, va servir per a ensenyar què podria arribar fer TV3 en el terreny de l'entreteniment. Va ser una mena de preludi de l'Àngel Casas show. La gala va ser d'alta qualitat amb la participació d'artistes de renom com ara Núria Feliu, Mary Santpere, Dolly van Dolly i La Trinca. Però també va comptar amb la presència de Renato Carosone, Chaz Jankel i Tina Turner, un autèntic boom per a confirmar la voluntat de realitzar grans esdeveniments, deixant clar que allò no era una televisió de caràcter local, sinó destinada a fer «coses grans». El programa no el va presentar únicament Àngel Casas, sinó que estava acompanyat per la presentadora de Telenotícies Maria Gorgues i l'actriu Sílvia Munt. Les campanades es van fer mitjançant la unió de dotze campanars de Catalunya, indici de la descentralització pretesa per a donar cabuda a tot el territori.

#### Consolidació del projecte
Des dels estudis del carrer Numància es va començar a gestar la identitat dels informatius, capaços de superar qualsevol adversitat que es presentés, a vegades amb més d'èxit que en d'altres. El 16 de gener de 1984 era la data marcada per començar les emissions regulars i es pretenia que els Telenotícies fossin, des de bon principi, un tret diferencial de TV3.
El primer dia va comptar, novament, amb les paraules de Jordi Pujol –realitzant el que se’n va dir «missatge institucional del president de la Generalitat»–, dibuixos animats, el Telenotícies i la pel·lícula Miquel Strogoff. L'expectació havia anat creixent i en aquell temps ja hi havia repetidors gairebé a tota Catalunya per abastar més ciutadans. L'equip estava format per Maria Gorgues i Enric Calpena com a presentadors, Eduard Berraondo com a conductor d'esports i Antoni Castejón fent d'home del temps. Respecte l'estil a seguir en els informatius Salvador Alsius sosté les següents afirmacions:
| «                                                   | Les noticies, sense ser gens avorrides, havien de mantenir tota la seva solvència i credibilitat. | » |
| — Salvador Alsius, Llibre Com TV3 no hi ha(via) res |                                                                                                   |   |

| «                                                   | Els seus serveis informatius van arribar a la societat catalana com una nova manera d'informar tant per la temàtica que tractaven com per l'abast territorial de les notícies i els llenguatges que usava. | » |
| — Salvador Alsius, Llibre Com TV3 no hi ha(via) res | |   |

Els dos presentadors es van anar alternant a l'hora de presentar les notícies fins al moment en què l'Enric Calpena li va tocar passar el relleu a l'Eduard Berraondo i ho va fer d'una manera sorprenent: interpel·lant-lo. Les paraules varen ser: «Eduard Berraondo, quina ha estat la reacció després de la derrota al camp de l'Osasuna?» En els propers minuts la situació es tornaria a repetir, aquest cop amb dos protagonistes diferents: la Maria Gorgues i el popular Antoni Castejón –un dels més estimats per l'audiència–. Els conductors de les diferents seccions interactuaven entre ells per tal de donar pas al company/a que tinguessin a continuació, fet que es manté en l'actualitat i que denota naturalitat.
Aquella nit, en finalitzar l'emissió del primer Telenotícies TV3 quedava, definitivament, inaugurada «de forma oficial». Lògicament, la sensació d'eufòria predominava a la redacció després d'haver assolit l'objectiu. Els preparatius no havien estat gens fàcils però TV3 havia nascut sobreposant-se a dificultats tant internes com externes i esquivant les suspicàcies existents durant els anys previs.
Pocs dies després de l'arribada definitiva de TV3, Pere Cuxart va dimitir en considerar finalitzada l'etapa per a formar les entitats jurídiques de la CCRTV i va ser rellevat per Josep Caminal, un economista i expert en la gestió d'empreses. Caminal, però no va durar gaire.
Joan Granados va ser nomenat director general de la CCRTV el 20 de juny de 1984 i la primera funció que a va assumir va ser destituir Quintà de la direcció de TV3. Amb aquest acomiadament, començava una nova etapa. Enric Canals agafava el timó per a conduir TV3 cap a un futur més alleujador, si més no. Tanmateix, no hi va haver grans canvis en l'organigrama, sinó que només es varen aplicar algunes modificacions als càrrecs dels treballadors.
A partir de 1985, TV3 va expandir la seva cobertura a la resta dels Països Catalans. Un any més tard, TV3 va inaugurar la seva seu central a Sant Joan Despí.
Des de 1987, TV3 emet una segona cadena d'àudio durant l'emissió de sèries en llengua estrangera i pel·lícules amb l'àudio original, primer utilitzant el sistema Zweikanalton i després utilitzant NICAM. Fins a l'apagada analògica, les sèries i pel·lícules de producció pròpia s'emetien normalment en NICAM Estèreo, encara que de vegades s'emetia una pista de narració d'àudio per a cecs i espectadors visualment deteriorats. Altres vegades, es proporcionava una pista amb l'àudio en aranès. Amb la transició a la televisió digital, es va passar a emetre permanentment tres pistes d'àudio: una en català en Dolby Digital, una en versió original i una amb audiodescripció per a invidents.
El 1988, TV3 va començar un procés de descentralització, primer amb la radiodifusió de programes en aranès a la Vall d'Aran i, un any més tard, va obrir sucursals a Girona, Lleida i Tarragona, alhora que va crear l'any següent el Telenotícies comarques, un programa de notícies d'àmbit local emès simultàniament en quatre edicions diferents.
El juny de 1989 Enric Canals va ser substituït per Jaume Ferrús en la direcció de TV3. L'exdirector de TV3 havia criticat públicament els seus treballadors per una vaga l'any anterior i la cadena rebia protestes de cantautors catalans que no podien accedir fàcilment a la nova televisió.
Aleshores, amb Ferrús al capdavant, no hi va haver daltabaixos significatius perquè ell era coneixedor del projecte que s’estava duent a terme. Al mateix temps, les televisions privades estatals van començar a treure el cap. Començava, d'aquesta manera, una nova etapa televisiva caracteritzada per l'augment de la variabilitat de projectes televisius, però que, a la vegada posaria a prova les habilitats i competències de les televisions públiques.

#### Avenços incorporats
Gràcies a l'empresa d'enginyeria Cast -amb Jaume Ferrús al capdavant- TV3 va progressar ostensiblement en tot tipus d'aspectes tècnics. Totes aquestes millores tecnològiques havien estat dutes a terme per a donar una imatge de televisió moderna, amb un disseny gràfic de qualitat i que cuidava cada petit detall.
- Emissors i repetidors.

Progressivament es van anar instal·lant repetidors arreu de Catalunya. Olot, Sant Pere de Ribes, Mangraners, Collsuspina, Alpicat i Bellmunt van ser les ciutats escollides atès que la intenció era que es pogués començar a emetre regularment en el moment en què, pràcticament des de qualsevol punt de Catalunya, es pogués rebre el senyal de TV3.
A més, també varen muntar diversos centre emissors repartits estratègicament per Catalunya en zones com Rocacorba (Girona), Mussara (Tarragona) i pobles com Arenys de Munt, Palafrugell, Tossa de Mar o Puig-Reig. I, per a arribar al País Valencià, també es van instal·lar repetidors a Ontinyent i la Carrasqueta, per exemple.
A finals de 1984, amb la instal·lació de tots els repetidors arreu del país i l'adaptació de totes les antenes a TV3, les audiències van començar a anar a favor de Televisió de Catalunya. Les xifres s'havien disparat a uns nivells que van permetre escalar posicions imparablement. Els informatius solvents que presentava i la resta de la programació eren els fonaments de les xifres de share aconseguit.
- Teleprompter.

Una altra novetat de l'època va ser el teleprompter, del qual Salvador Alsius n'explica el seu funcionament:
| «                                                   | El text apareix en un monitor que està col·locat just per sota de l'objectiu de la càmera posat en horitzontal i mirant cap amunt. Per aquest monitor hi va passant el text i un mirall situat davant de l'objectiu inclinat 45 graus el reflecteix en direcció als ulls del lector. | » |
| — Salvador Alsius, Llibre Com TV3 no hi ha(via) res | |   |

Actualment, el seu ús s'ha generalitzat i és una ajuda fonamental per a presentadors de telenotícies, monologuistes o polítics. Es tracta de llegir el text a l'hora d'explicar les successos, però cal fer-ho sense abaixar la mirada i sent eficaç comunicativament. Alsius aconsella llegir-lo de la següent forma:
| «                                                   | El teleprompter s'ha de llegir sense deixar de focalitzar la mirada en el forat de l'objectiu, el que hi ha darrere del mirall, i llegint el text com de passada. | » |
| — Salvador Alsius, Llibre Com TV3 no hi ha(via) res | |   |

En definitiva, va esdevenir una eina útil per ajudar els presentadors i presentadores de la cadena.
- Càmera Betacam.

La càmera Betacam va ser primordial per a TV3 i, de fet, va permetre que Televisió de Catalunya es convertís en una de les primeres cadenes de televisió a treballar amb aquest sistema tècnic creat per Sony el 1982. Aquest nou format de vídeo estava destinat a ser utilitzat mundialment a totes les televisions del món. Aquell element integrava en una sola màquina les funcions de la càmera i la del magnetoscopi enregistrador i va suposar un salt qualitatiu en la producció d'imatge televisiva. Va permetre agrupar les tasques del periodista, el càmera, el portador del magnetoscopi, el tècnic de so... i en els desplaçaments només van caldre dues persones.
- Croma.

Un altre dels avenços que TV3 va incorporar va ser l'ús del chroma key, fet que la va diferenciar de la televisió que s'havia vist a Espanya fins aquell moment. El croma és la pantalla o paret de color blau o verd que s’utilitza com a fons de qualsevol imatge situada darrere dels presentadors, així que és de gran utilitat en els platós de telenotícies per a mostrar gràfics, mapes o imatges d'esdeveniments succeïts.
L'espai que va requerir més preparació i que va passar per un procés d'adaptació va ser El Temps, així que Antoni Castejón va haver d'assajar els gestos de les mans per a que fossin creïbles i poder transmetre una la informació de forma versemblant –encara que realment no assenyalava cap mapa–. Per a fer-ho, mirava uns monitors situats just darrere seu on hi havia els mapes projectats, que li eren de gran ajuda.

#### Estudis
- Numància.

Les primeres instal·lacions de TV3, que constaven de tres seccions, estaven al carrer Numància i feien cantonada amb Diagonal. Al primer pis s’hi podia trobar els despatxos de Direcció, la redacció, les sales d'edició i algun espai per a reunions. El plató on es varen realitzar els primers Telenotícies estava situat a l'entresol i a la planta superior hi havia les oficines de la Corporació Catalana de Ràdio i Televisió així com el Departament Comercial i l'Administratiu. En aquell edifici, la màxima autoritat era Alfons Quintà, que era l'encarregat de prendre les decisions més importants.
Des d'allà mateix, es van començar a fer proves per produir i realitzar programes. La intenció de la direcció era formar nous professionals acompanyats, això sí, d'alguns extreballadors de TVE, com ara els realitzadors Antoni Janés i Lluís Maria Güell.
- Sant Joan Despí

Jaume Ferrús –que també va ocupar el càrrec de director de TV3– va ser l'encarregat de dissenyar les noves instal·lacions de Sant Joan Despí –que ara ocupen 4,5 hectàrees i 35.000 m²–. Aquests estudis van significar un gran pas endavant per a enfortir el projecte i demostrar la capacitat per a consolidar-lo. Segons el seu impulsor, aquestes estudis tenien el seu punt fort en la «coherència tecnològica» perquè s'havien pensat com una unitat per al desenvolupament sincrònic de totes les peces.
A més, va suposar un estalvi quan al lloguer de sales o estudis on havien tingut lloc programes que, a causa de les seves necessitats, no es podien fer a Numància i s'havien de fer en llocs externs, com és el cas d'Àngel Casas Show.
L'estudi de Sant Joan Despí té diversos recintes especialitzats com per exemple el Centre d'Emissions i Informatius (CEI, que equivaldria a la tele) i el Centre de Producció Audiovisual (CPA, associat a la creació de continguts audiovisuals), que també podria llogar-se a altres interessats del sector. Habitualment, al CEI es troba el personal fix i els que estarien regularment en nòmina i al CPA hi solen treballar empleats d'empreses productores que gravarien als estudis de TV3, creant un programa de producció externa o associada.
El periodista i crític televisiu Josep Maria Baget i Herms reflecteix que: 
| «                                                               | La construcció dels estudis es va fer mitjançant els crèdits extraordinaris atorgats per la Generalitat, aprovats pel Parlament, i els ingressos de la mateixa TV3 gràcies als seus recursos publicitaris. | » |
| — Josep Maria Baget i Herms, Llibre La Nostra, vint anys de TV3 | |   |

Finalment, els estudis van ser inaugurats el 22 de juny de 1986, amb la presència del president Jordi Pujol i tota una gentada de directius, alts càrrecs, treballadors i convidats. Aquelles instal·lacions, ostensiblement més equipades tècnicament, varen facilitar la feina diària a tots els experts que van col·laborar en el projecte.

### Dècada dels 90
L'any 1990 començava l'emissió del «TN Comarques» en aranès. El Canal 33 també emetia un informatiu local per a Eivissa i Formentera a través de l'informatiu Notícies 33 fins al 2001, any què el Canal 33 es va remodelar i deixaren d'emetre's informatius.
El 24 de juliol de 1992 començaven les emissions televisives del Canal Olímpic, amb motiu dels Jocs Olímpics d'Estiu 1992 de Barcelona.
El 19 de desembre del mateix any es va fer la primera edició de la Marató de TV3 dedicada a la leucèmia.
La nit del dimarts 2 de març de 1999 es va realitzar L'entrevista del Mil·lenni, batejada com l'entrevista més llarga de la història, dins el programa Malalts de tele (presentat per en Toni Soler, la Rosa Andreu i l'Albert Om, entre d'altres), en què es va entrevistar Pepe Rubianes. L'entrevista va començar a dos quarts d'onze de la nit, just després del programa setmanal del dimarts, i va finalitzar a dos quarts de vuit del matí del dimecres 3, tot sumant un total de 9 hores. L'entrevista es va fer amb dos torns de públic al plató, i s'alternà amb connexions en directe amb una festa al local Nick Havana i amb la intervenció de l'equip habitual del programa i de diversos convidats.
El 1999 TV3 va començar a emetre en el sistema de TDT.

### La Força dels vint anys (2003)

Logotip dels 20 anys de TV3.

Durant l'any 2003 va dur a terme diferents actes de celebració del 20è aniversari.
La festa gran es va celebrar durant el 10 de setembre a l'Anella Olímpica i al Palau Sant Jordi de Barcelona, va tenir una durada de més de 12 hores, tot plegat sota el títol de "La força dels vint anys. Força Festa!", aquesta festa va ser retransmesa en directe dins la programació especial d'aquell dia: els TN Migdia i TN Vespre hi van fer connexions, l'En directe (presentat en aquells moments per en Pere Escobar), l'edició especial del programa A pèl Tour que presentaven en Santi Millán i en José Corbacho) i el programa especial Aquests anys 20! (presentat per un periodista que retornava a la casa, en Manel Fuentes; a més, des d'El 33 es van fer connexions dins l'informatiu La nit al dia (que en aquells moments encara no havia fet el salt a TV3 i era presentat per la Mònica Terribas). Per aconseguir que cap català es quedés sense l'oportunitat d'assistir a la festa, es van organitzar autobusos gratuïts des de tots els punts del país.
El 18 de desembre de 2004 TV3 feia un pas més cap al futur amb l'estrena del servei a la carta 3alacarta, que permet la visió en directe de totes les cadenes de Televisió de Catalunya i també de tots els programes de producció pròpia.
TV3 va començar a introduir el format 16:9 en alguns dels seus programes (Fórmula 1, El club, Ventdelplà, El Cor de la Ciutat, Àgora), fins que el 2 de febrer de 2010 ha passat a emetre en aquest format íntegrament tota la programació. També va llançar una cadena de televisió en proves en alta definició el 23 d'abril de 2007, que va ser el primer radioemissor català a utilitzar els dos formats.
L'emissora emet continguts generalistes en català. Tot i que la seva àrea de cobertura és en principi Catalunya, gràcies a repetidors privats pertanyents a entitats culturals (com ACPV) també es pot veure a la resta de Països Catalans. Tanmateix, el març de 2007, la Generalitat Valenciana governada pel Partit Popular, va prohibir les seves emissions en tot el País Valencià, i és el novembre del mateix any quan definitivament executarà el tancament dels repetidors de TV3.

### L'any dels vint-i-cinc anys (2008)

Un dels logotips commemoratius dels 25 anys de TV3.

Amb motiu del primer quart de segle de la televisió pública catalana es van organitzar un seguit d'actes, publicacions i programació especial entre el gener i l'octubre de 2008:
- Emissió de l'espai Toc de Llum després del TN Migdia.
- El grup La Casa Azul van ser els encarregats de la creació de la cançó Vull saber-ho tot de tu, la cançó de l'estiu vint-i-cinc (amb el corresponent ball i coreografia).[22] A més, en el magazine de tarda d'aquell estiu, Vacances Pagades, es premiava els espectadors que haguessin enviat la millor coreografia i muntatge de la setmana, tot interpretant la cançó de l'estiu (a YouTube, cercant per paraules clau «TV3 ball estiu»[23] dona com a resultat vídeos que van participar-hi.
- El concurs per trobar l'espectador que més sap de TV3 Els 25 (emès entre el juny i el setembre).
- Web recopilatori de vídeos i anècdotes des dels inicis de la cadena i amb tots els actes de celebració.
- "La nit en blanc" va ser un esdeveniment la nit del 10 a l'11 de setembre de 2008. Aquest esdeveniment consistí en una nit de portes obertes, activitats especials i d'entrada gratuïta en entitats culturals de Catalunya com museus, biblioteques o teatres; també s'organitzaren un seguit d'activitats en els ens.[24][25] Conjuntament amb l'emissió en directe del programa especial, d'unes sis hores de durada, La Nit vint-i-cinc (conduït per l'Albert Om).
- Pastís d'aniversari disponible a una gran majoria de pastisseries de Catalunya el 10 de setembre.
- Disc amb sintonies de programes, sèries, etc, més emblemàtiques de la història de TV3; venut el diumenge 12 d'octubre amb El Periódico de Catalunya.

Durant tots aquests anys ha anat acumulant corresponsalies i delegacions. La central és a Barcelona; té delegacions a Lleida, Tarragona, Girona, Vielha, Perpinyà, València, Palma, Madrid i Bilbao i corresponsalies a ciutats com Andorra, Brussel·les, París, Londres, Washington DC, Rabat, Jerusalem, Pequín i Caracas.
Els programes s'emeten tant per senyal analògic convencional com digital terrestre. A més a més, alguns programes es redifonen per la cadena informativa 3/24 i per la cadena per satèl·lit TV3CAT.
Des de l'inici del procés independentista català (juny 2010 aproximadament), l'objectivitat i pluralitat de TV3 fou qüestionada per mitjans de comunicació unionistes (com l'ABC).
El febrer de 2011 deixà d'emetre's al territori valencià per la denúncia que va fer el Partit Popular de la Comunitat Valenciana que considerà que els repetidors instal·lats per Acció Cultural del País Valencià (ACPV) vulneraven la Llei 1/2006 de la Generalitat del Sector Audiovisual.
El 19 de novembre de 2013 es van iniciar les aturades de dues hores i mitja dels treballadors de TV3 en protesta per l'externalització del departament comercial. Per a eixe mes estava previst que l'emissió de TV3 tornara al territori valencià quan es donara la reciprocitat de l'emissió de Canal Nou (o per defecte À Punt).
El 29 de gener del 2015 TV3 va tornar a emetre en obert al País Valencià per cable, distribuït per ONO.
El març de 2017 hi hagué un canvi de director per la dimissió per motius personals de l'anterior.

### 40 anys i una nit (2024)
El 16 de gener de 2024, coincidint amb l'aniversari dels quaranta anys d'emissions regulars, el canal començà a emetre únicament en alta definició (HD), substituint la definició estàndard (SD). Així doncs, TV3 es va avançar a la data límit del 14 de febrer de 2024 establerta al Pla Tècnic Nacional de la Televisió Digital Terrestre.
També per a celebrar el 40è l'aniversari, el 19 de gener es va emetre una gala anomenada "40 anys i una nit" presentada per Albert Om. Hi van participar les cares més populars de la història de TV3 com Joan Pera, Carles Francino, Andreu Buenafuente, Josep Cuní o Mari Pau Huguet.

## Audiències
TV3 és la cadena de televisió més vista a Catalunya des de finals de 2009 (exceptuant els mesos d'estiu), segons l'empresa de mesuratge d'audiències Kantar Media. També segons l'Estudi General de Mitjans de la Generalitat de Catalunya TV3 és líder. Entre els programes amb més audiència destaquen les diferents edicions del Telenotícies, el fulletó Com si fos ahir, el programa de sàtira política Polònia, l'informatiu d'humor Està passant, així com altres programes d'humor com Alguna pregunta més? i Zona Zàping, i documentals o pel·lícules ocasionals. També destaquen sèries i programes de producció pròpia que varien depenent del trimestre, com Benvinguts a la família, El foraster i Nit i dia.
L'evolució de la quota de pantalla mensual i anual de TV3 al Principat, segons les dades d'audiències elaborades per Kantar Media. Estan en negreta els mesos en què va ser líder d'audiència.

#### Taula mensual
| Any  | Gener | Febrer | Març  | Abril | Maig  | Juny  | Juliol | Agost | Setembre | Octubre | Novembre | Desembre | Mitjana anual |
| ---- | ----- | ------ | ----- | ----- | ----- | ----- | ------ | ----- | -------- | ------- | -------- | -------- | ------------- |
| 1989 | -     | -      | -     | -     | -     | -     | -      | -     | -        | -       | -        | -        | 29,9%         |
| 1990 | -     | -      | -     | -     | -     | -     | -      | -     | -        | -       | -        | -        | 26%           |
| 1991 | -     | -      | -     | -     | -     | -     | -      | -     | -        | -       | -        | -        | 21,8%         |
| 1992 | 23,8% | 23,4%  | 22,6% | 22,7% | 21.2% | 22,4% | 21,5%  | 20,4% | 21,5%    | 19,8%   | 19,5%    | 18,7%    | 21,5%         |
| 1993 | 18,4% | 17,6%  | 18,4% | 19,3% | 18,3% | 18,8% | 19,2%  | 18,8% | 20,4%    | 20,7%   | 20,4%    | 20,3%    | 19,2%         |
| 1994 | 20,1% | 21,2%  | 23%   | 21,6% | 22,6% | 21,1% | 20,5%  | 22,7% | 24%      | 25,5%   | 24,4%    | 23,2%    | 22,5%         |
| 1995 | 21,4% | 21,2%  | 21,5% | 21,3% | 22,9% | 22,7% | 19,8%  | 20,7% | 21,9%    | 21,7%   | 20,7%    | 20,8%    | 21,4%         |
| 1996 | 19,3% | 19,8%  | 19,3% | 20,2% | 19,8% | 18,4% | 16,5%  | 18,4% | 18%      | 18,8%   | 19,6%    | 20,1%    | 19,1%         |
| 1997 | 21,4% | 22,4%  | 21,9% | 21,6% | 22,1% | 21,5% | 21,2%  | 22,2% | 21,1%    | 22,3%   | 23%      | 23%      | 22%           |
| 1998 | 23,5% | 23,1%  | 24,9% | 25,7% | 22,9% | 20,1% | 21,8%  | 24,4% | 23,8%    | 24%     | 24,2%    | 23,9%    | 23,6%         |
| 1999 | 22,7% | 23%    | 23,3% | 22,5% | 22,8% | 21,9% | 19,9%  | 22,6% | 22,3%    | 21,3%   | 21,2%    | 21,1%    | 22,1%         |
| 2000 | 21%   | 21,5%  | 22,1% | 21,9% | 20,7% | 19,5% | 19,2%  | 21,2% | 20,6%    | 22,1%   | 21,9%    | 22,5%    | 21,2%         |
| 2001 | 22,4% | 23%    | 22,1% | 21,2% | 21,4% | 20,9% | 20,9%  | 19,9% | 20,8%    | 22,2%   | 23,2%    | 23,1%    | 21,8%         |
| 2002 | 22%   | 21,9%  | 21%   | 21,1% | 22%   | 20,4% | 22%    | 21,3% | 21,9%    | 20,9%   | 21,3%    | 21%      | 21,4%         |
| 2003 | 21,7% | 22%    | 21,6% | 21,6% | 21,3% | 21,9% | 20,6%  | 20,3% | 20,1%    | 20,5%   | 20,2%    | 21%      | 21,1%         |
| 2004 | 20,3% | 19,8%  | 21,1% | 19,6% | 19,7% | 18,7% | 18,4%  | 18,6% | 19,9%    | 19,8%   | 20,9%    | 20,9%    | 19,9%         |
| 2005 | 20,5% | 20,6%  | 20,9% | 20,0% | 19,9% | 18,9% | 18,2   | 19,5% | 19,5%    | 19,0%   | 18,9%    | 18,9%    | 19,6%         |
| 2006 | 19,5% | 19,6%  | 19,6% | 17,7% | 18,7% | 17,6% | 18,4%  | 18,3% | 17%      | 16,9%   | 17,6%    | 17,7%    | 18,2%         |
| 2007 | 17,2% | 17,1%  | 17,6% | 16,9% | 16,4% | 16,2% | 15,6%  | 14,9% | 16,2%    | 17%     | 17,2%    | 16,6%    | 16,6%         |
| 2008 | 15,8% | 15,2%  | 15%   | 14,6% | 14,5% | 13,7% | 13,5%  | 11,9% | 14,7%    | 15,3%   | 14,6%    | 15,3%    | 14,6%         |
| 2009 | 15,5% | 14,7%  | 15%   | 14,5% | 16,6% | 14,3% | 12,9%  | 11,8% | 13,3%    | 13,9%   | 14,6%    | 15,6%    | 14,5%         |
| 2010 | 15,4% | 15,8%  | 16,3% | 14,7% | 15,7% | 13,7% | 12,1%  | 11,4% | 14%      | 15,2%   | 17,1%    | 15,4%    | 14,8%         |
| 2011 | 14,2% | 14,5%  | 15,3% | 15,8% | 16,1% | 13,8% | 12,4%  | 11,4% | 13,2%    | 13,7%   | 14,6%    | 13,9%    | 14,1%         |
| 2012 | 14,1% | 14,9%  | 15,2% | 14,9% | 14,7% | 13,3% | 13,1%  | 11,8% | 14,6%    | 15,2%   | 15,0%    | 13,9%    | 14,3%         |
| 2013 | 13,7% | 13,9%  | 13,3% | 14,3% | 13,6% | 13,3% | 12,7%  | 12%   | 13,7%    | 13,6%   | 13,7%    | 13,8%    | 13,5%         |
| 2014 | 13,0% | 11,6%  | 12,5% | 12,7% | 13,6% | 12,3% | 11,8%  | 10,2% | 13,3%    | 14,2%   | 12,8%    | 12,8     | 12,6%         |
| 2015 | 12,6% | 12,7%  | 12,3% | 12,4% | 12,9% | 13,3  | 11,7%  | 11,8% | 12,5%    | 13,1%   | 13,1%    | 12%      | 12,5%         |
| 2016 | 13,4% | 13,2%  | 12%   | 12%   | 11,9% | 10,5% | 10,1%  | 9,4%  | 11,4%    | 10,9%   | 11,3%    | 10,8%    | 11,4%         |
| 2017 | 10,6% | 10,6%  | 10,4% | 9,6%  | 11,8% | 11,2% | 10,1%  | 10,1% | 13%      | 17,5%   | 13,9%    | 13,1%    | 11,7%         |
| 2018 | 13,7% | 14,7%  | 14,8% | 15,1% | 14,8% | 13,6% | 13,1%  | 11,1% | 14,3%    | 14,3%   | 13,3%    | 14,4%    | 14%           |
| 2019 | 14,6% | 16,2%  | 15,1% | 13,5% | 14,1% | 13,9% | 12,4%  | 10,9% | 13,7%    | 18,2%   | 16,7%    | 15,1%    | 14,6%         |
| 2020 | 15,7% | 15,1%  | 16,3% | 14,4% | 14,5% | 13,8% | 13,0%  | 11,7% | 14,0%    | 15,5%   | 15,0%    | 14,6%    | 14,6%         |
| 2021 | 14,5% | 15,2%  | 14,7% | 14,5% | 13,9% | 13,9% | 12,7%  | 12,4% | 14,3%    | 13,2%   | 13,2%    | 14,4%    | 14,0%         |
| 2022 | 14,2% | 14,6%  | 14,9% | 13,7% | 13,9% | 14,5% | 13,1%  | 13,6% | 14,4%    | 14,1%   | 14,8%    | 13,3%    | 14,1%         |
| 2023 | 15,1% | 14,2%  | 14,5% | 13,6% | 13,9% | 14,2% | 13,9%  | 11,8% | 13,9%    | 14,0%   | 14,5%    | 13,4%    | 13,9%         |
| 2024 | 13,8% | 14,1%  | 13,2% | 13,8% | 15,1% | 12,9% | 12,9%  | 12,9% | 13,6%    | 14,1%   | 14,5%    | 13,6%    | 13,7%         |
| 2025 | 14,0% | 14,1%  | 14,7% | 14,5% | 13,8% | 14,0% | 14,4%  |       |          |         |          |          |               |

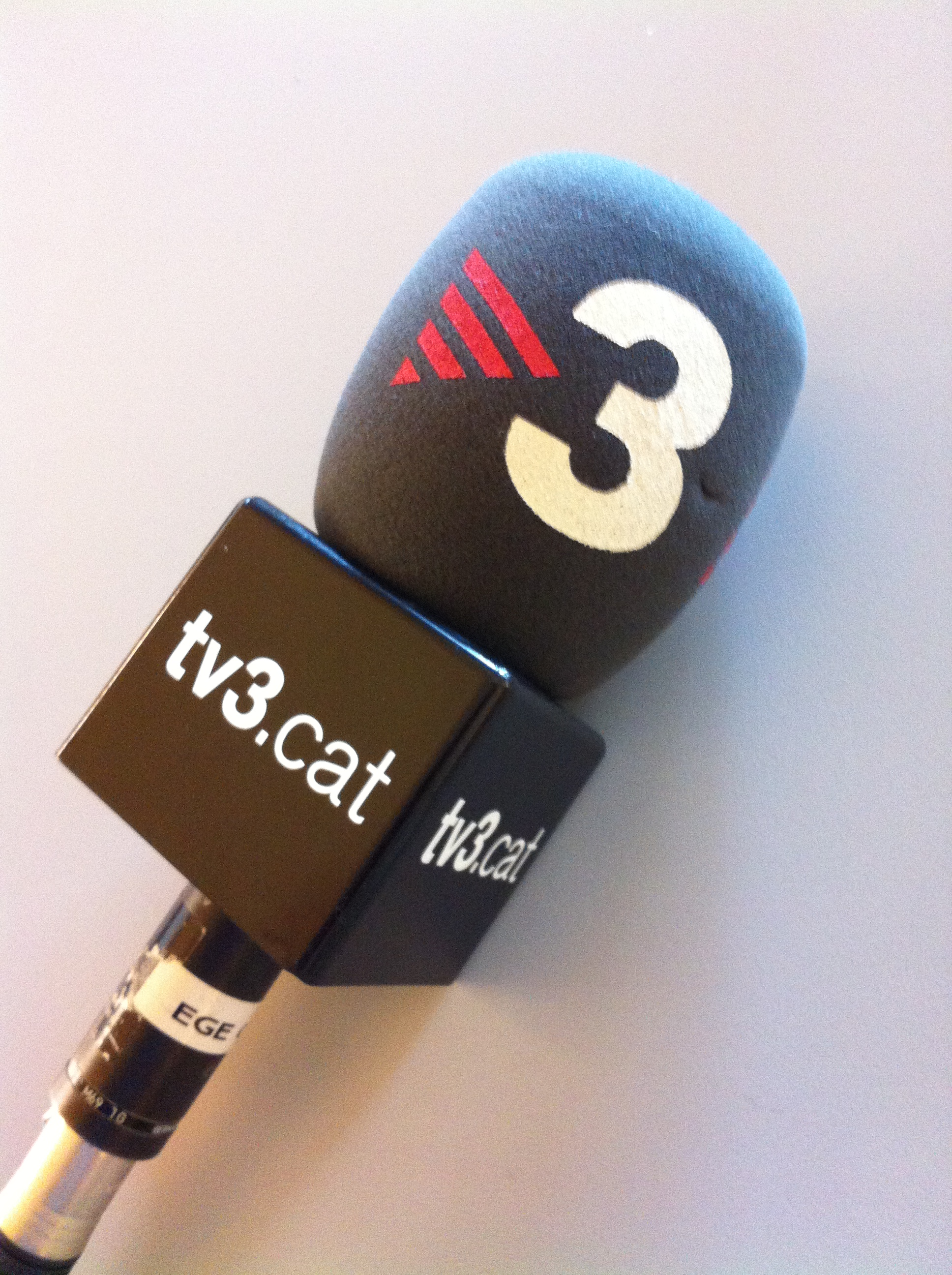
Micròfon de Tv3.

- Es comença a mesurar amb audímetre a partir de l'any 1991. Anteriorment s'obtenien les dades a partir de Diaris d'escolta.

Segons el Consell de l'Audiovisual de Catalunya al seu informe de 2006, la gent de Catalunya pensa que TV3 és el canal més políticament imparcial, aquell que denuncia millor, i el que té la millor família i programació d'esports. És també la primera elecció per entretenir i aquell amb la millor programació global.

## Programació
TV3, com a servei públic, emet una programació generalista. En l'àmbit informatiu TV3 disposa de quatre edicions dels Telenotícies (TN Migdia, TN Vespre, TN Comarques i TN Cap de Setmana), Els matins i Més 324. Dins dels espais informatius setmanals hi ha 30 minuts i Sense ficció. Pel que fa a l'entreteniment, conté sèries de producció pròpia (Com si fos ahir, Això no és Suècia, Jo mai mai), sèries internacionals doblades (Borgen, Babylon Berlin i La senyoreta Scarlet i el duc), magazins (Tot es mou, Planta Baixa), programes d'entrevistes (Col·lapse), programes d'humor (Crackòvia, Polònia, Està Passant, Alguna pregunta més? i Zona Zàping), talent shows (Eufòria Street Dance), concursos televisius (Atrapa'm si pots, Joc de cartes, Al cotxe!), programes esportius (Esport Club), programes de cuina (Cuines), programes culturals (Rumba a l'estudi, Marcians), documentals així com pel·lícules i emissions esportives (Champions League de futbol femení).
El 2019 TV3 va emetre en directe dues de les curses més importants del Mundial de MotoGP. Va ser el primer any que la cadena catalana va emetre en directe els Grans Premis de l'Argentina, el 31 de març i el de València, el 17 de novembre.
Amb la creació de la plataforma 3Cat, ja no tots els continguts de la cadena s'emeten per televisió, sinó que té contingut exclusiu digital com ara Vosaltres mateixos d'Andreu Buenafuente o La travessa, de Laura Escanes. Pel que fa al contingut adolescent/juvenil s'hi inclou l'espai EVA, contenidor que presenta influencers (Spursito & Company), programes (Clímax, La turra) i sèries diverses tant de producció pròpia com estrangera (La mirada de la Fiona, Steins;Gate).

## Imatge corporativa
El logotip actual de TV3 data de 2005, i és una adaptació del logotip de 1993 realitzada per l'estudi francès de disseny gràfic Gedeon. En aquest hi ha un triangle que simula el botó de play, sobre el qual hi ha dibuixades les quatre barres vermelles de la bandera de Catalunya. A la dreta hi ha el número 3, que fa referència a ser creada a partir de la Llei del Tercer Canal de Televisió, després dels dos canals de Televisió Espanyola.
Al llarg de la seva història, TV3 ha tingut tres logotips. El primer, dissenyat per Ogilvy va ser-hi des de 1983 fins al 31 de desembre de 1992, i estava compost dels següents elements: "TV" en majúscula i de color blau amb línies transparents a la part superior, i un número 3 format per la senyera. Enmig del logotip, hi ha la inscripció de l'empresa. El segon disseny es va implementar l'1 de gener de 1993, i introduïa el triangle amb la senyera, en un disseny creat per Josep Maria Trias. A dins d'un quadrat groc, hi havia a la part superior "TV" amb tipografia Futura, mentre que a la part inferior s'hi trobava el triangle amb el número 3 a la dreta, fet servir com a mosca. La imatge actual es va introduir el 9 de maig de 2005, i va servir també per aglutinar tots els productes de Televisió de Catalunya sota aquesta marca.
Històricament, la mosca de TV3 ha estat sempre el triangle vermell amb el número 3 a la dreta. No obstant això, no va introduir aquest disseny fins a l'any 1993. Anteriorment, la mosca de TV3 era el nom de la cadena en color groc, per la impossibilitat d'adoptar el primer logotip en les emissions. Des de 1993, el logotip en emissió va ser el triangle vermell amb un 3 de color groc, fins que el 2005 el número va passar a ser de color blanc i una mica més gran.

Primer logo de TV3 entre el 10 de setembre de 1983 i l'1 de gener de 1993.
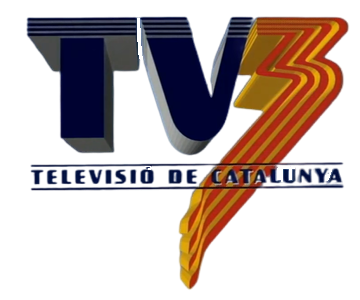
Variant del primer logo en 3 dimensions utilitzada entre el 10 de setembre de 1985[203][204] i l'1 de gener de 1993.
Logotip de 1993 a 2005
Logotip actual de TV3, utilitzat des del 2005.

## Directors
El director és elegit pel Consell de Govern de la Corporació Catalana de Mitjans Audiovisuals.
- Alfons Quintà i Sadurní (1982 - 1984)
- Enric Canals i Cussó (1984 - 1989)
- Jaume Ferrús i Estopà (1989 - 1995)
- Lluís Oliva i Vázquez de Novoa (1995 - 2001)
- Miquel Puig i Raposo (2001 - 2002)
- Joan Oliver i Fontanet (2002 - 2004)
- Francesc Escribano i Royo (2004 - 2008)
- Mònica Terribas i Sala (2008 - 2012)
- Eugeni Sallent i Garriga (2012 - 2016)
- Jaume Peral Juanola (febrer de 2016- març de 2017)
- Vicent Sanchis i Llàcer (març de 2017 - abril 2022)[31]
- Sigfrid Gras i Salicrú (juliol 2022 - actualitat)